# Giuseppe Maria Salvi Cristiani
Giuseppe Maria Salvi Cristiani (Prato, 1º luglio 1840 – Prato, 30 ottobre 1900) è stato un insegnante e politico italiano.

## Biografia
Nacque a Prato il primo luglio 1840 da Giovanni Battista Salvi Cristiani e Luisa Gini, in una famiglia testimoniata 
in città dagli inizi del Seicento e dal 1750 ascritta alla nobiltà pratese. Rimane orfano di madre all’età di sette anni.

### Studi
Giuseppe  Maria frequenta  il  Convitto Tolomei di Siena,  per  poi conseguire, nel 1857, presso l’imperiale e regia Università di Siena, i diplomi di baccelliere in scienze fisico-matematiche  e  in filosofia  razionale  e  nel  1858, presso l’Università di Pisa, il  diploma  di  baccelliere  in matematiche applicate. 
Arruolatosi volontario  durante  la Seconda guerra d'indipendenza italiana, decise di intraprendere la carriera militare, formandosi  alla  regia  Accademia  Militare  presso  la  scuola  di  cavalleria di Pinerolo  e  alla  Scuola d’Applicazione di stato maggiore. 
Il  26  luglio  1866  partecipa  alla  Battaglia di Versa e viene  decorato  con  la  medaglia  di  bronzo  al  valore militare. 
Lasciato l’esercito nel 1868,  con  il  grado  di  capitano di stato maggiore,  torna a Prato
dove  si  dedica all’amministrazione del patrimonio familiare e allo studio e al perfezionamento delle lingue francese, inglese e tedesco; il 23 gennaio 1869, sposa Pia Pacchiani (1844-1907). A  Prato il  Salvi  Cristiani  ricoprirà numerosi  incarichi  pubblici: è  insegnante  di  francese,  inglese  e  tedesco presso  il  collegio  Cicognini dal  1873  al  1880, delegato  scolastico  mandamentale dal  1871  al  1889,  console 
del regio Teatro Metastasio dal 1873 al 1874, consigliere del collegio Cicognini dal 1883 al 1889 e dal 1892 
al  1895,  consigliere  del  Conservatorio di San Niccolò  dal 1885  al 1889, presidente  della  Pia Casa dei Ceppi dal 1883 al 1891, vice presidente dell’Ospedale della Misericordia e Dolce dal 1882 al 1885, consigliere della Cassa di Risparmio  dal  1883  al  1889.

### Attività politica
Giuseppe Maria Salvi Cristiani fu consigliere  comunale del comune di Prato dal  1872  al  1877  e  dal  1882  e  sindaco dal 1889 al 1892.

### Vita privata
All’intensa  vita  lavorativa  e  pubblica  corrisponde però un’infelice  situazione  familiare  segnata   dalla prematura  e  tragica  morte  dei  tre  figli:  il  primogenito  Alessandro,  nato  il  10  agosto  1870,  muore  per apoplessia polmonare a 17 anni, la secondogenita Maria Pia sopravvive un’ora sola dalla nascita avvenuta il 25 dicembre 1885 e la terzogenita, chiamata Maria Pia come la sorella, muore a 9 mesi nel 1889. La prematura morte  dei  figli indusse  il Salvi  Cristiani  a  una  profonda  e  duplice  riflessione  sul  modo  di perpetuarne il ricordo nonché sulla sorte del patrimonio familiare. Dopo  un  soggiorno  a  Parigi,  di  passaggio  a  Torino,  nel  1899, rimase  particolarmente colpito dall’attività della Casa Benefica per i giovani derelitti d’ambo i sessi di Torino, fondata nel 1889, tanto da sovvenzionare tre posti letto in ricordo dei figli. Tornato  a  Prato,  maturò in lui l’idea di creare  un  ente  di  assistenza  per  bambini  intitolato  ai  figli,  sul modello  della  Casa  di  Torino, idea  che  prenderà  corpo  e  si  svilupperà nel  suo  testamento  olografo  del  22 marzo 1899 con cui istituisce
erede universale del proprio patrimonio “l’Opera Pia da fondarsi a Firenze (....) col  nome  di  Ospizio  Alessandro  e  Marie  Pie  Salvi  Cristiani  per  i  minorenni  maschi  poveri  e  derelitti qualunque sia il loro paese di origine, purché Italiani e domiciliati rispettivamente nei Comuni di Firenze e di Prato, a qualunque religione appartengono”. Nelle  volontà  del  testatore  l’Ospizio doveva
“provvedere  al  mantenimento,  al  lavoro, all’istruzione, all’educazione religiosa, morale e civile, al collocamento e all’abilitazione a un mestiere, a un’arte o a un’industria  dei  ricoverati  e  a  renderli  capaci  a  divenire  lavoratori  operosi  e  intelligenti,  buoni  padri  di famiglia, e utili e onesti cittadini”. L’amministrazione dell’Ospizio venne affidata  alla  Congregazione di carità  di  Firenze, mentre  a  quella di Prato fu attribuita una sorta di attività di vigilanza. La biblioteca di famiglia, con i suoi libri per ragazzi, confluì nell’Ospizio divenendo, nelle intenzioni del Salvi Cristiani, fondamento per le sue finalità educative.
Giuseppe Maria Salvi Cristiani muore a Prato il 30 ottobre 1900 e viene seppellito nel complesso cimiteriale della Misericordia.

### Fondo Salvi Cristiani presso l'Archivio di Stato di Prato
Presso l'Archivio di Stato di Prato è conservato un fondo Salvi Cristiani, costituito da una raccolta libraria. La raccolta, confluita nell’Ospizio Alessandro e Marie Pie  Salvi  Cristiani, fondato da  Giuseppe  Maria  Salvi Cristiani, venne riportata a Prato nell’ultimo decennio del Novecento grazie all’intervento del direttore del Museo di Palazzo Pretorio, Alessandro Pasquini (1947-2000). La Biblioteca si compone di oltre  1500 volumi che riflettono i  molteplici interessi  culturali  del  suo proprietario, a partire dalla sua educazione e formazione culturale e scientifica, e ci mostrano al contempo il suo vivo interesse per la letteratura italiana ed europea. Notevole la varietà del contenuto: vi si trovano guide turistiche, dizionari, enciclopedie, romanzi, testi e manuali che spaziano dalla geografia alla filosofia, dall’aritmetica alla medicina, dalla piscicoltura alla chimica. Di particolare interesse la presenza di un  nutrito numero di libri per bambini e ragazzi, in buona parte probabilmente acquistati per il figlio  Alessandro,  ma  anche ricordi d’infanzia di Giuseppe Maria Salvi Cristiani e della moglie Pia Pacchiani, eredità di nonni e di altri familiari, con alcune aggiunte risalenti 
all’epoca in cui la raccolta era divenuta proprietà dell’Ospizio La raccolta è presente nel catalogo della biblioteca dell’Archivio di Stato di Prato..